# Episodi di Drake & Josh (seconda stagione)
La seconda stagione della sitcom Drake & Josh, composta da 14 episodi, è stata trasmessa per la prima volta negli Stati Uniti dal 14 marzo al 28 novembre 2004 su Nickelodeon. In Italia è andata in onda su Italia 1 dal 20 gennaio al 6 febbraio 2009. Inoltre, ad eccezione degli ultimi tre, gli episodi della versione statunitense sono stati trasmessi senza rispettare l'ordine di produzione quindi in disordine, mentre nella versione italiana gli episodi sono stati trasmessi nell'ordine giusto.
| nº | codice di prod. | Titolo originale | Titolo italiano        | Prima TV USA      | Prima TV Italia |
| -- | --------------- | ---------------- | ---------------------- | ----------------- | --------------- |
| 1  | 202             | The Bet          | La scommessa           | 14 marzo 2004     | 18 maggio 2005  |
| 2  | 201             | Guitar           | La chitarra            | 21 marzo 2004     | 17 maggio 2005  |
| 3  | 203             | Movie Job        | Lavorare al cinema     | 28 marzo 2004     | 19 maggio 2005  |
| 4  | 205             | Football         | Football               | 4 aprile 2004     | 23 maggio 2005  |
| 5  | 204             | Pool Shark       | Lo squalo del biliardo | 18 aprile 2004    | 20 maggio 2005  |
| 6  | 207             | Smart Girl       | Ragazza intelligente   | 25 aprile 2004    | 25 maggio 2005  |
| 7  | 208             | Little Diva      | La piccola diva        | 2 maggio 2004     | 26 maggio 2005  |
| 8  | 206             | Blues Brothers   | I Blues Brothers       | 12 settembre 2004 | 24 maggio 2005  |
| 9  | 209             | Driver's License | La patente             | 12 settembre 2004 | 27 maggio 2005  |
| 10 | 211             | Number 1 Fan     | La fan numero 1        | 19 settembre 2004 | 1º giugno 2005  |
| 11 | 210             | Mean Teacher     | La perfida insegnante  | 26 settembre 2004 | 30 maggio 2005  |
| 12 | 212             | The Gary Grill   | La griglia di Gary     | 17 ottobre 2004   | 2 giugno 2005   |
| 13 | 213             | Drew & Jerry     | Drew & Jerry           | 24 ottobre 2004   | 3 giugno 2005   |
| 14 | 214             | Honor Council    | Presunto colpevole     | 28 novembre 2004  | 4 giugno 2005   |

## La scommessa
- Titolo originale: The Bet
- Diretto da: Steve Hoefer
- Scritto da: George Doty IV

### Trama
Drake e Josh fanno una scommessa per rinunciare a cibo spazzatura e videogiochi. In caso di fallimento, Megan fa giurare a entrambi di tingersi i capelli di rosa. Quando la mamma e il papà di Drake e Josh scoprono che stanno facendo una scommessa, fanno una scommessa anche loro. Quando le cose si fanno davvero folli, Drake e Josh non ne possono più e decidono di annullare la scommessa.

## La chitarra
- Titolo originale: Guitar
- Diretto da: Virgil L. Fabian
- Scritto da: Dan Schneider

### Trama
Drake tenta di vincere i biglietti per vedere la sua band preferita, gli Zero Gravity, riuscendoci grazie a Megan e riuscendo anche a farsi autografare la chitarra dal chitarrista della band Devin. Successivamente Josh la collega all'amplificatore di Drake per mostrare a Megan come funziona una chitarra elettrica e la chitarra esplode, così Josh decide di comprarne una nuova e di farla autografare prima che Drake lo scopra. Nel frattempo, Walter fatica a legare con Drake. Alla fine quest'ultimo scopre tutto, ma non si arrabbia e quando Josh ferisce accidentalmente le dita a Devin, Drake si esibisce sul palco al posto suo. Il manager di Devin Malone successivamente paga il ragazzo per la sua esibizione, e lui decide di dare i soldi a Josh per ringraziarlo, per l'opportunità che gli ha procurato.

## Lavorare al cinema
- Titolo originale: Movie Job
- Diretto da: Virgil L. Fabian
- Scritto da: Dan Schneider

### Trama
Josh fa inavvertitamente in modo che Crazy Steve, un impiegato alquanto instabile del cinema The Premiere, si licenzi. Dopo aver assistito alla scena, Helen DuBois, la manager, decide di assumere Josh per sostituirlo. Anche Drake, stanco di rimanere sempre senza soldi per i biglietti del cinema, decide di cercare lavoro lì. Helen, sfortunatamente, ammira la qualità del lavoro di Drake piuttosto che Josh. Josh decide di escogitare un piano mettendo palline d'oro in più secchi di popcorn: chiunque ne troverà una, vincerà film gratis per un mese. Sfortunatamente, il piano va in tilt quando tutti iniziano a lottare e a dare pugni per trovare le palline.

## Football
- Titolo originale: Football
- Diretto da: Virgil L. Fabian
- Scritto da: Barry O'Brien (soggetto) e Dan Schneider (sceneggiatura)

### Trama
Drake chiama Josh sfigato quando lo mette in imbarazzo di fronte a una ragazza e lo incoraggia a diventare fico, entrando nella squadra di football della scuola. Josh entra nella squadra come responsabile delle attrezzature, ma Drake pensa ancora che non sia fico. Tuttavia, Josh si ritrova a dover giocare in una partita cruciale dopo che la torta al cioccolato che prepara per la squadra fa ammalare il quarterback (a causa di Megan che ci mette della terra da un vaso di fiori). Josh non vuole giocare contro la squadra più forte dello stato, così Drake fa entrare al suo posto Zeke Braxton, il bidello della scuola, un ex giocatore professionista che ha perso la memoria a causa di un incidente. Ma il bidello si infortuna e riacquista di nuovo la memoria, costringendo Josh ad andare a giocare. Durante la partita Josh segna il touchdown vincente e finalmente Drake ammette che è fico.
- Guest star: Leah Pipes (Mandi la cheerleader).

## Lo squalo del biliardo
- Titolo originale: Pool Shark
- Diretto da: Steve Hoefer
- Scritto da: Anthony Del Broccolo

### Trama
Drake scopre che Josh ha talento nel biliardo, quindi ne approfitta e lo usa per imbrogliare diverse persone alle spalle di Josh. Josh alla fine lo scopre e giura di non giocare mai più a biliardo, specialmente dopo che Drake gli ha rivelato che intende ancora imbrogliare le persone se giocano di nuovo. Nel frattempo, Walter manda Drake e Josh a prendere un nuovo regalo di compleanno per Audrey dopo che lei ha comprato lo stesso identico braccialetto che aveva pianificato di darle. Sulla loro strada, trovano una sala da biliardo, e Josh accetta con riluttanza di giocare di nuovo a biliardo e lascia che Drake guidi i loro avversari, alle sue condizioni. Entrano in una partita con due teppisti che scommettono $ 200 (i soldi che Walter ha dato ai ragazzi per il regalo di Audrey). Quando Josh vince, i teppisti li accusano di averli imbrogliati e li inchiodano contro un muro. Un Drake molto spaventato si scusa e giura di non imbrogliare mai più nessuno, ma Josh rivela che era solo una messa in scena da parte sua e dei suoi ex consiglieri del campus per dare a Drake una lezione sulla truffa.

## Ragazza intelligente
- Titolo originale: Smart Girl
- Diretto da: Roger Christiansen
- Scritto da: Dan Schneider

### Trama
Nel tentativo di corteggiare una ragazza intelligente, Drake si unisce al team accademico della scuola. Per mantenere la sua copertura, lui e Josh escogitano un piano nel quale Drake riceve le risposte tramite walkie talkie.

## La piccola diva
- Titolo originale: Little Diva
- Diretto da: Virgil L. Fabian
- Scritto da: Eric Friedman

### Trama
Drake arriva tardi alla festa, mentre Josh maltratta la piccola diva.

## I Blues Brothers
- Titolo originale: Blues Brothers
- Diretto da: Fred Savage
- Scritto da: Craig DiGregorio

### Trama
Drake si prepara per un talent show; Josh appare nel programma meteorologico di suo padre e scopre di avere la paura del palcoscenico, che lo fa scappare in diretta TV. La previsione è stata purtroppo vista da molti a San Diego e Josh viene preso in giro dagli spettatori. Al talent show, una boy band ruba la canzone che Drake avrebbe originariamente suonato con la sua band costringendoli a improvvisare. Per ripristinare la reputazione di Josh, Drake offre a Josh di partecipare al suo provino per talent show e di eseguire la canzone "Soul Man". Helen dirige il Belleview Talent Show alla Premiere.

## La patente
- Titolo originale: Driver's License
- Diretto da: Virgil L. Fabian
- Scritto da: Dan Schneider

### Trama
Il padre dei ragazzi, Walter, è molto entusiasta che entrambi i suoi figli prendano la patente di guida. Tuttavia, Drake viene bocciato all'esame e non ne ottiene una. Non lo dice al padre e si fa accompagnare da Josh ovunque. Più tardi, quando Drake vuole fare colpo su una ragazza, le dice che ha un autista, di nome "Chives". E sfortunatamente Chives si rivela essere Josh. Durante il viaggio, Drake e Josh si scambiano di posizione, in modo che Drake sia alla guida. Viene fermato da un poliziotto e, ovviamente, non ha la patente. Spiega che Josh ha guidato per la maggior parte del tragitto, ma prende comunque una multa.

## La fan numero 1
- Titolo originale: Number One Fan
- Diretto da: Virgil L. Fabian
- Scritto da: Dan Schneider

### Trama
Un'amica di Megan, Wendy, si prende una cotta per Drake e spera che lui le canti una canzone. Drake le regala un autografo e un plettro, ma Wendy diventa ossessionata da lui e non lo lascia più in pace, con grande fastidio di Drake che malgrado cerchi di dire gentilmente a Wendy di lasciarlo in pace, viene ignorato.
Wendy arriva a pubblicare volantini che promuovono un'imminente apparizione radiofonica che Drake farà con la sua band e inferocito il ragazzo le sbraita contro che lei non significa nulla per lui, spezzandole il cuore. Quando però ha bisogno di un plettro, trova un biglietto di Wendy che si scusa per quello che ha fatto e gli restituisce il plettro che lui le aveva dato, Drake rimanda la sua esibizione radiofonica e torna a casa da Wendy e suona una canzone solo per lei. Nel frattempo, Josh diventa il capo della truppa scout di Megan, ma non riesce a farsi ascoltare dai bambini.

## La perfida insegnante
- Titolo originale: Mean Teacher
- Diretto da: Steve Hoefer
- Scritto da: George Doty IV

### Trama
Drake ha una ragazza con un problema di risate. Vorrebbe davvero rompere con lei, ma non può. Il motivo è semplice: la ragazza è la figlia della perfida insegnante di Drake che lo odia e lo minaccia con la scuola estiva semmai dovesse rompere con la sua adorata figlia. Drake deve trovare così un modo per convincere la sua ragazza a rompere con lui. Cercando di farsi lasciare, Drake la invita a cena e inizia a comportarsi come un totale sciattone, ma la tattica non sembra funzionare fino a quando lei non rompe improvvisamente con lui.

## La griglia di Gary
- Titolo originale: The Gary Grill
- Diretto da: Virgil L. Fabian
- Scritto da: Anthony Del Broccolo

### Trama
Drake e Josh comprano le griglie di Gary Coleman da due uomini di nome Buddy e Guy, ma le griglie risultano illegali e Drake e Josh vengono arrestati. Quindi Megan fa uscire Drake e Josh dalla prigione ingannando i due ragazzi che hanno dato a Drake e Josh le griglie e poi Drake e Josh corrono da Gary Coleman e lo ingannano dicendo che i suoi soldi sono nella cella della prigione. Gary va a casa di Drake e Josh e porta via tutto ciò per cui hanno speso i soldi tranne la sedia traslucida.

## Drew & Jerry
- Titolo originale: Drew & Jerry
- Diretto da: Steve Hoefer
- Scritto da: Dan Schneider

### Trama
Drake si accorge di passare la maggior parte del tempo con Josh e la cosa lo preoccupa. Tuttavia, Josh lo trova fantastico, e vuole uscire con Drake che gli dice che ha bisogno di un po' di tempo per sé stesso, così Josh si fa un nuovo amico, Drew, che somiglia molto a Drake che si sente un po' turbato.
In breve Drake s'ingelosisce e si fa anche lui un nuovo amico che assomiglia molto a Josh: Jerry. La cosa va avanti a botta e risposta per un po' finché un produttore televisivo non decide di ingaggiare Drew e Jerry come protagonisti di una sitcom che parla di due fratelli. L'episodio si chiude con Drake e Josh che guardano perplessi il nuovo spettacolo, "Drew & Jerry".

## Presunto colpevole
- Titolo originale: Honor Council
- Diretto da: Virgil L. Fabian
- Scritto da: Eric Friedman

### Trama
Nell'aula della signora Hayfer, viene parcheggiata la sua macchina e lei sospende Drake dopo aver trovato la sua giacca nel bagagliaio. Nonostante le sue dichiarazioni d'innocenza, l'unico a credergli è Josh, che decide di difendere Drake al tribunale della scuola; l'accusa è rappresentata dalla sua acerrima nemica Mindy Crenshaw. Mindy deride i due fratelli in molti modi, ma Megan dà loro la pagella di Mindy, così Josh e Drake scoprono (poco prima che il tribunale possa sospendere Drake) che Mindy aveva preso una "B" dalla signora Hayfer e che per vendetta, ha smontato la macchina dell'insegnante e l'ha rimessa insieme nella sua classe dopo aver rubato la giacca di Drake dal suo armadietto per incastrarlo. Mindy viene sospesa e impazzisce, lamentandosi perché è a suo dire la migliore di tutta la scuola.